# 乳清蛋白

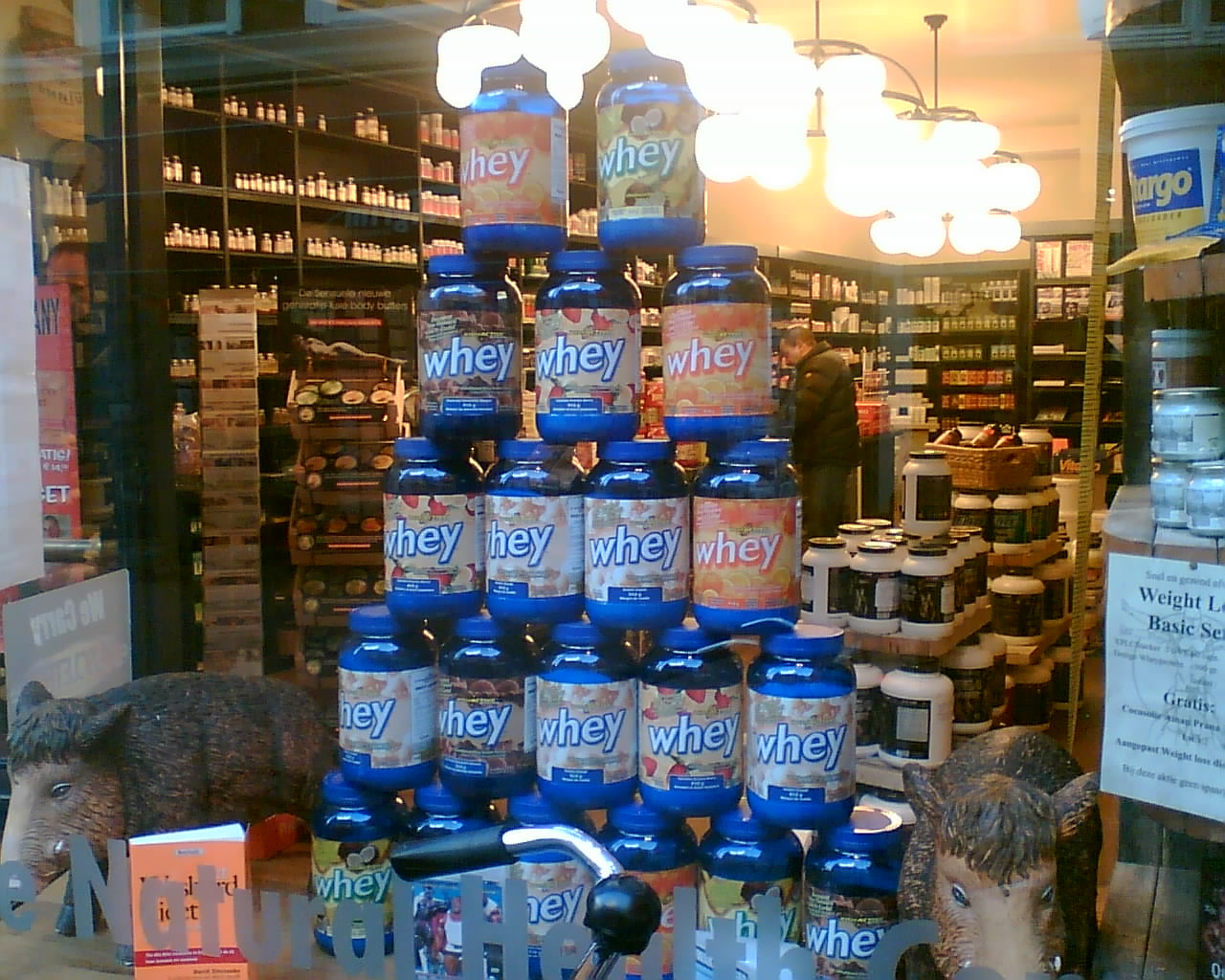
健康食品店中的乳清蛋白货柜

乳清蛋白（whey protein）是由乳清（生产干酪所产生的液体副产品）當中提煉出來的一種球状蛋白质混合物，此球状分子含有大量的α-螺旋模体，结构内的酸性/碱性和疏水性/亲水性氨基酸沿其多肽链以相当平衡的方式分布。
乳清蛋白常作为膳食補充劑出售和使用。

## 生产
生产干酪时，牛奶凝结后所剩的液体叫做乳清，牛奶凝结过程中pH值降到4.6以后所有可溶物都留在乳清中。溶液含有5%的乳糖，还有一些矿物质和乳清白蛋白。溶液中的脂肪分离后可加工成为食品。分离方法可以是简单的干燥，也可以是去除油脂等其他物质来增加蛋白质浓度。例如，在膜过滤后使用喷雾干燥可分离乳清中的蛋白质。
加热可使乳清变性。加强热（如巴氏消毒法中持续加热超过72度）可使乳清蛋白变性。凝乳酶作用和牛奶酸化并不会使天然乳清蛋白变性。乳清蛋白变性后会和别的蛋白质发生疏水作用，形成蛋白质凝胶。 受热变性的乳清蛋白仍然会使有些人过敏。

## 成分
乳清蛋白是从乳清中分离的球状蛋白质的总称。牛奶中的蛋白质中20％是乳清蛋白，另外80％是酪蛋白；人乳中的蛋白质中60％是乳清蛋白，40％是酪蛋白。乳清中的蛋白质占固体总量的10%。乳清蛋白的主要成分为β-乳球蛋白（约65%）、α-乳白蛋白（约25%）、牛血清白蛋白（约8%，另见血清白蛋白）、还有免疫球蛋白。
乳清蛋白中的半胱氨酸是人体合成常见的细胞抗氧化剂谷胱甘肽的原料。实验表明乳清蛋白可能降低动物患癌风险，这是未来医学研究的一个方向
。
乳清是牛奶的黃綠色液體部分，也稱為奶酪血清，是在使用蛋白水解酶或酸凝固牛奶過程中分離凝乳後獲得的。幾十年來，由於其高生物需氧量和高有機物相關的處置問題，它被認為是主要的乳製品廢物，直到近年來被開發作為營養來源。隨著消費者對營養食品需求的增加，乳清蛋白因其營養和技術而成為最有價值的產品之一。乳清蛋白富含生物活性肽，具有抗氧化和抗高血壓等生物活性特性，同時具有抗菌活性，攝入後可賦予人體多種生物活性材料並增進健康。
一般來說，奶酪製作的新鮮液態乳清由 94.2% 的水和 5.0% 的總固體組成，其中 0.8% 是乳清蛋白，0.5% 是礦物質，0.1% 是脂肪，4.3% 是乳糖，以上是常見且主要的組成。然而，乳清的成分和特性可能因牛羊的種類、牠們的飲食和狀態、生產乳清的牛奶、使用的加工技術和其他環境因素而略有差異。乳清蛋白是一種球狀蛋白，含有大量的α-螺旋，沿其多肽鏈均勻分佈著親水、疏水以及酸性、鹼性氨基酸。
乳清蛋白的主要成分包括α-乳白蛋白(alpha-lactalbumin)、β-乳球蛋白(beta-lactoglobulin)、牛血清白蛋白、免疫球蛋白（IG）、牛乳鐵蛋白（BLF）、牛乳過氧化物酶（LP）和少量的糖巨肽（GMP）。作用如下:
1. β-乳球蛋白佔乳清蛋白的 50%，有助於結合鋅和鈣等礦物質。
2. α-乳清蛋白則常常被建議添加到嬰兒配方奶粉或食品中，以提供豐富的蛋白質膳食量。血清白蛋白可以結合脂肪酸和免疫球蛋白，如 IgA、IgM、IgG1 和 IgG2，有助於消費者產生被動免疫。
3. 乳鐵蛋白是一種鐵結合蛋白，可增加消化道對鐵的吸收，從而抑制部分腸道微生物，並促進所需微生物的生長；它也被認為是乳腺中主要的非特異性抗病因子，可以調節免疫系統。
4. 乳過氧化物酶是一種具有抗菌特性的酶，可用作天然防腐劑以延緩冷藏期間牛奶中酸的生成。
5. 半胱氨酸、亮氨酸、異亮氨酸和纈氨酸等必需胺基酸，以及生物活性肽。亮氨酸在調節骨骼肌蛋白的合成中起重要作用，與其他來源相比，亮氨酸在乳清蛋白中的含量高 50-75%。半胱氨酸是穀胱甘肽的前驅物 ，而穀胱甘肽是一種從飲食中獲得的非酶硫醇，可作為抗氧化劑，通過減少抗氧化劑和調節細胞過程來幫助預防疾病
6. 糖巨肽在奶酪凝乳酶凝固過程中釋放，是一種酪蛋白衍生的乳清肽，作用包括造成飽足感和改善苯丙酮尿症管理。[11]

當乳清蛋白濃縮物或分離物用酸、酶或熱處理時，蛋白質會分解成肽和氨基酸，形成乳清蛋白水解物 (WPH)，水解程度越大，每個肽含的氨基酸越少、肽的數量則上升。也就是說，水解產物最終的組成在很大程度上取決於破壞過程的類型，也通常可以藉由測量水解程度以確定氨基酸的數量。蛋白酶水解產生的產物含有與濃縮物和分離物相同的氨基酸組成，而這些被預先分解成小分子的乳清蛋白與完整形式的蛋白質相比，能在腸道中被有效吸收，因此，它們在攝入時可以相對迅速增加血漿中的氨基酸濃度。

## 主要形式
乳清蛋白通常有四种主要形式：
- 濃縮乳清（WPC)
- 分離乳清（WPI）:純度最高(>90%)，碳水化合物及乳糖含量低，適合有乳糖不耐症者[13]
- 水解乳清（WPH）:預先被水解過，因此吸收率最高，且較不易引起過敏反應，價格最高[13]
- 天然乳清

## 類似應用
- 有日本廠商應用在美容代餐使用，當作沖泡式飲料使用。
- 有大型農業合作社出口相關基粉給中下游廠商，製成奶類飲品或嬰兒奶粉。
- 乳清蛋白補充可減輕妊娠糖尿病患的壓力來改善高血糖。(包括皮質醇,腎上腺素,正腎上腺素等都有顯著降低[14]
- 乳清蛋白被認為具有較高的營養價值，也是運動員、健身愛好者的營養補充劑。據2018年健身輿情調查，乳清蛋白是健身族群討論度最高的營養食品。[15]
- 有一項泰國的研究指出乳清蛋白對於正在進行化療的癌症患者療程有顯著的幫助。癌症患者常面臨一些腸胃道症狀，如喪失食慾、噁心嘔吐、腹瀉等，這些症狀與能量及蛋白質攝取不足有密切的關係。因此乳清蛋白的補充可以改善化療及癌症所導致的營養不良。乳清蛋白適合患者的原因：易消化、加強免疫系統、提升肌肉生合成、提升代謝率

加強免疫系統
| 身體功能       | 原因 |
| -------------- | --- |
| 加強免疫系統   | 1.促進穀胱甘肽(GSH)的功能，減少自由基氧化，也能降低被感染的機率。 2.鋅(Zn)、硒(Se)等微量元素能促進細胞免疫及身體抗氧化能力 |
| 提升肌肉生合成 | 蛋白質的補充 |
| 提升代謝率     | 肌肉量上升導致代謝率上升                                                                                                   |

實驗結果：給予接受化療的癌症患者乳清蛋白後與為補充者比較
- 穀胱甘肽(GSH)上升
- IgG	上升
- 白蛋白 上升

除此上述數據之外，受測者的營養狀況及生活品質皆有顯著的提升。

## 副作用
1.如本身對乳糖有不耐情況，過量飲用蛋白粉後，消化系统未能及時處理，可能導致飲用者腹瀉和放屁
2.大量攝取蛋白質導致尿素過度生成，對腎臟造成過大壓力，且會使腎小球過度進行濾過作用。目前已知僅會對有腎臟問題人士造成嚴重負擔（許多人不知道自己腎功能不佳），對健康的個體沒有影響
3.過量攝取且缺乏運動會對肝臟造成損傷（運動能使攝取的蛋白質參與肌肉的合成及修復）。
4.有乳製品敏感的人應轉用無乳糖或含有極低乳糖的分離乳清蛋白。
5.乳清蛋白是导致痤疮的主要原因之一
6.乳清蛋白在某些個體上會促使青春痘生成，這是因為裡面常會添加IGF-1，會促使皮脂腺增生及雌性激素的分泌，兩者皆會導致青春痘的生成。